# Helmut Gröttrup
Helmut Gröttrup (né le 12 février 1916 à Cologne et mort le 4 juillet 1981 à Munich) était un ingénieur allemand en physique appliquée et métrologie industrielle. Il a inventé les principes de base de la carte à puce.

## Jeunesse et éducation
Johann Gröttrup (1881-1940), père de Helmut Gröttrup, était ingénieur en génie mécanique. Il a travaillé à plein temps à la Fédération du personnel technique et des officiels (Butab), un syndicat social-démocrate à Berlin. Sa mère Thérèse Gröttrup (née Elsen en 1894 à Spa en Belgique - 1981), militait pour la paix. Johann Gröttrup était au chômage en 1933 en raison du coup d'État par le Parti national-socialiste des travailleurs allemands. 
Helmut Gröttrup a terminé l'abitur en 1935 et a commencé à étudier la physique en 1936 à la Technische Hochschule de Berlin. La même année, il fut classé « apte » par l'armée allemande et reporté à 1939. En 1939, il termina ses études de physique avec un bon classement. Il prépare son mémoire de thèse sur la physique du compteur Geiger avec le professeur Hans Geiger, dont il est l'assistant. Une fois ses études terminées, il travailla avec Manfred von Ardenne au « Laboratoire de recherches en physique électronique » à Berlin-Lichterfelde, qu'il dut quitter fin septembre 1939 pour incorporation à la base militaire de Peenemünde.

## Projet V2 en Peenemünde

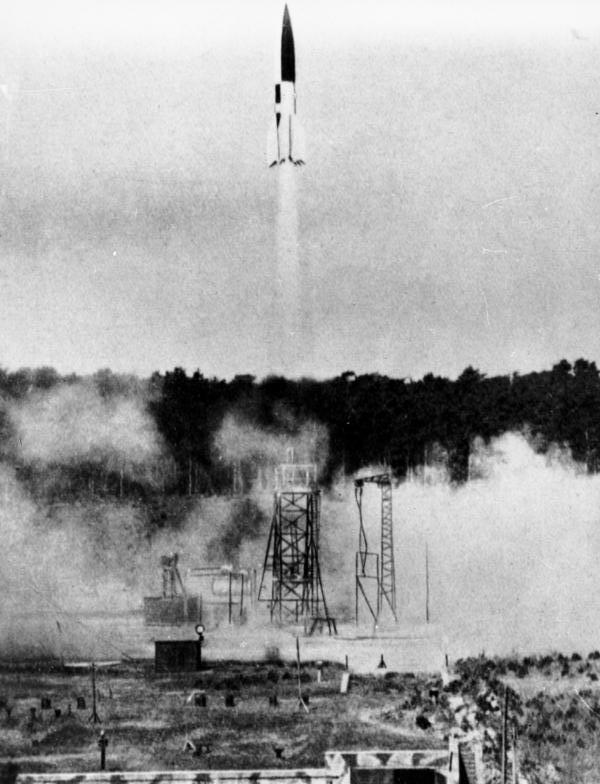
Décollage d'un V2 sur le site d'expérimentations de Peenemünde sur la mer baltique, le 21 juin 1943

À partir de décembre 1939, Helmut Gröttrup collaborait avec Walter Dornberger et Wernher von Braun au programme de V2 au site militaire de recherche de l'armée allemande en Peenemünde. En décembre 1940, il est nommé chef du département Ernst Steinhoff pour le développement de systèmes de guidage et de contrôle à distance.
Depuis octobre 1943, Gröttrup était sous surveillance Sicherheitsdienst (SD). Selon certaines informations, son épouse Irmgard, Wernher von Braun et leur collègue Klaus Riedel auraient regretté un soir de la maison d'un ingénieur qu'ils ne travaillaient pas sur un vaisseau spatial et qu'ils estimaient que la guerre n'allait pas bien; cela a été considéré une attitude « défaitiste ». Une jeune dentiste espion du Schutzstaffel a rapporté leurs commentaires:38–40. Combinée aux fausses accusations de Himmler selon lesquelles ils étaient des sympathisants communistes et avaient tenté de saboter le programme V-2, la Gestapo les arrêta le 21 mars 1944 et les emmenait dans une cellule de la Gestapo à Stettin (à présent Szczecin, Pologne), où ils ont été détenus pendant deux semaines sans connaître les charges retenues contre eux. Dornberger a obtenu leur libération conditionnelle pour que le programme V-2 puisse continuer.

## Programme de fusée soviétique
Après la guerre, avec l'avènement de la guerre froide, la récupération de la technologie allemande des missiles balistiques devient la priorité absolue des deux Grands. Initialement, Gröttrup vit dans la zone d'occupation occidentale. Ne voulant pas être séparé de sa famille, il refuse de partir travailler aux États-Unis, mais accepte une offre soviétique : une forte somme, et la possibilité de continuer son travail en restant en Allemagne auprès de sa famille. Il est alors le plus éminent astronauticien dont l'URSS peut s'assurer la collaboration ; il va vite devenir un acteur majeur du programme spatial soviétique.
Gröttrup travaille donc dans la zone d'occupation soviétique, à Bleicherode, sous la direction de Sergueï Korolev et de Boris Tchertok, du 9 septembre 1945 au 22 octobre 1946. À cette date, les Soviétiques emmènent vers l'URSS dans le cadre de l'opération Osoaviakhim tous les scientifiques et ingénieurs allemands qui travaillent pour eux, avec leurs familles, et les installent à Podlipki et Ostachkov, ainsi que sur l'île de Gorodomlia sur le lac Seliger. Il s'agit d'environ 152 experts avec leur famille dont 13 professeurs, 32 docteurs ès sciences et 85 ingénieurs. 
Des onze lancements réalisés à partir de Kapoustine Iar jusqu'au 13 novembre 1947, cinq sont des succès. Bien que les Allemands aient été écartés du programme spatial soviétique dès 1947, ils sont contraints de rester en URSS du fait de la connaissance intime qu'ils ont acquise de ce programme : ce n'est que le 22 novembre 1953 que Gröttrup est autorisé à rentrer en Allemagne de l'Est. Les services secrets britanniques l'ont immédiatement aidé, ainsi que sa famille, à s'enfuir en Allemagne de l'Ouest.

## Informatique
Ensuite, il travailla pour Standard Elektrik AG et, après sa fusion avec C. Lorenz et son successeur, Standard Elektrik Lorenz, à Pforzheim (1954–1958). Gröttrup était connu en 1957 avec Karl Steinbuch comme cofondateur de l'informatique. Il a joué un rôle clé dans la conception et la mise en service de la machine informatique électronique ER 56, le premier système de traitement de données transactionnel d’origine allemande et la première application de traitement de données commerciale au monde permettant de contrôler la logistique de la livraison à la source. Il a ensuite occupé le poste de directeur de l'usine d'électrotechnique Josef Mayr à Pforzheim, reprise en avril 1960 par Siemens & Halske et transférée à Munich en 1963. Là, il a travaillé à la construction d'un nouvel espace de travail pour la planification de la production à l'aide d'un traitement de données intégré. En avril 1965, Gröttrup se mit à son compte et fonda la DATEGE, qui présentait à la Foire de Hanovre une imprimante matricielle et développait des systèmes d'accès codés électriquement.

## Invention de la carte à puce

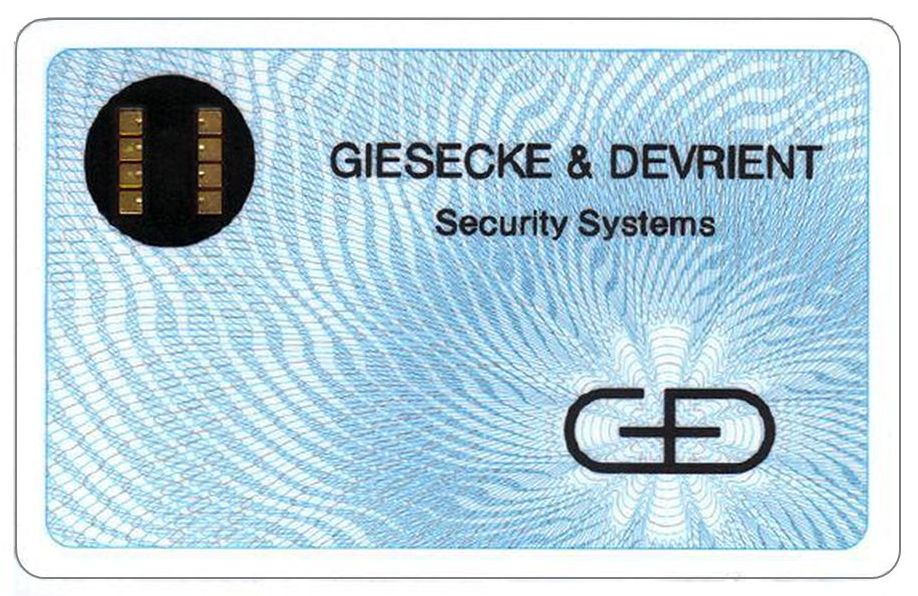
Première carte à puce fabriquée par Giesecke & Devrient en 1979

Le 6 février 1967, Gröttrup a déposé la demande de brevet DE1574074 en Allemagne, un « commutateur d'identification anti-contrefaçon » basé sur un semi-conducteur monolithiquement intégré, très compact et dépourvu de lignes vers l'extérieur. Selon cette invention, l'information n'est « pas imitable par des composants discrets » en raison des dimensions également testées. Les données d’identification sont modifiées dynamiquement par des compteurs intégrés, de sorte que la clé sous-jacente ne peut pas être copiée par une simple lecture et reste donc cachée dans la puce. Dans une application parallèle, le document DE1574075 a décrit la transmission sans fil de Gröttrup par couplage inductif, qui a ensuite conduit à la technologie RFID. Ces deux inventions contiennent les éléments essentiels du principe de fonctionnement et de la sécurité de toutes les applications ultérieures de la carte à puce pour les transactions de paiement, cartes téléphoniques, carte SIM, systèmes d’identification et cartes d’identité. Helmut Gröttrup a donc fourni la première part décisive à l’invention de la carte à puce.
Le 13 septembre 1968, soit plus de dix-huit mois plus tard, Gröttrup déposa en Autriche la demande de brevet « commutateur d'identification », dans laquelle le « commutateur d'identification anti-contrefaçon » déposé en 1967, enrichi d'autres modes de réalisation techniques, était à nouveau décrit et revendiqué. Dans cette application, le nouveau partenaire commercial de Gröttrup, Jürgen Dethloff, a été nommé co-inventeur. Le 15 mai 1970, l'office autrichien des brevets a délivré le brevet AT287366B, et l'INPI en France le 12 janvier 1973.
Dès juillet 1970, Gröttrup dirigea la GAO fondée par Siegfried Otto, propriétaire de Giesecke & Devrient à Munich, et jeta les bases de la nouvelle gamme de produits de cartes à puce pour systèmes de paiement et systèmes de sécurité de la division Cartes (depuis Avril 2018 G+D Mobile Security). En 1979, GAO produisit les premières cartes à puce conformes aux normes (dimensions 85,60 mm × 53,98 mm, épaisseur 0,76 mm) à l'échelle du laboratoire. En outre, Gröttrup était le directeur général du domaine des fonctions de sécurité lisibles à la machine pour la détection de faux billets et le développement des trieuses de billets de banque (depuis avril 2018, G+D Currency Technology).